# 大西勝也
大西 勝也（おおにし かつや、1928年（昭和3年）9月10日 - 2017年（平成29年）12月21日）は日本の裁判官・最高裁判所判事。

## 経歴
大阪市出身。北野中学校 (旧制)、第三高等学校 (旧制)を経て東京大学に進学。1951年（昭和26年）に同大法学部を卒業。司法修習5期。1953年（昭和28年）、判事補任官。「アカデミックな雰囲気が魅力的」と裁判官になり、京都地裁をはじめ東京地裁・大阪地裁・東京高裁判事など現場を担当した後で最高裁事務総局の秘書課長・総務局長・人事局長・事務次長を歴任。最高裁判所人事局長在任時には、東京地裁判事補が破産管財人から背広を受け取った梓ゴルフ場事件が発覚し、当該判事補の弾劾裁判では国会の裁判官弾劾裁判所に証人として出廷した。
1985年（昭和60年）、甲府地裁所長。その後、最高裁事務総長や東京高裁長官を経て1991年5月13日に最高裁判所判事に就任し、1998年9月9日に退官した。2000年、勲一等瑞宝章受章。
2017年12月21日午前8時34分に誤嚥性肺炎のため東京都中野区の施設で死去した（89歳没）。

## 主な担当審理
- 1995年2月22日・最高裁判所大法廷判決：昭和62年（あ）第1351号[6]
  - ロッキード事件「丸紅ルート」（裁判長：草場良八・最高裁判所長官）判決にて陪席裁判官[1]
- 1995年6月28日・最高裁判所第二小法廷決定：平成6年(し)第173号、『訴訟終了宣言決定に対する異議申立て棄却決定に対する特別抗告事件』[7]
  - 第一審・横浜地裁で1988年に死刑判決を受けて東京高裁へ控訴したが1991年に自ら取り下げていた藤沢市母娘ら5人殺害事件の被告人（2004年に死刑確定・2007年に死刑執行）について、「控訴取り下げは無効」と訴えていた弁護人が「取り下げは有効」とする同高裁決定に対し特別抗告したところ、裁判長として弁護人の申立を認めて「控訴取り下げは無効」と判断して東京高裁へ審理再開を命ずる決定を出した。
- 1997年4月2日・最高裁判所大法廷判決：平成4年（行ツ）第156号[8]
  - 日本国憲法の「政教分離原則」をめぐる愛媛県靖国神社玉串料訴訟にて陪席裁判官（裁判長：三好達）として「違憲」とする多数意見に加わった[1]。